# 葛煥昭
葛煥昭，現任淡江大學校長，同時擔任該校資訊工程學系教授。畢業於國立中興大學園藝科學學系、美國奧勒岡大學資訊科學學系博士。葛煥昭的專長研究領域有資料探勘、臨床醫學資訊系統、醫學資源管理資訊系統

## 出版索引
葛煥昭著有數篇學術期刊，詳見Research Gate網站

## 爭議
- 2020年12月27日，淡江大學學生會在FB發文指出，自109學年度以來，葛煥昭多次以「會議時間過長」為由中斷或限縮學生會代表發言，學生會對此行為表達嚴厲譴責。校方對此尚無回應[6]。